# 斯特拉扎罗利宫
斯特拉扎罗利宫（Palazzo degli Strazzaroli）是一座文艺复兴建筑风格的城市宫殿，位于意大利艾米利亚-罗马涅大区首府博洛尼亚市中心的拉维尼亚纳门广场（Piazza di Porta Ravegnana）1号。它是莫内蒂家族的财产。

## 历史
这座宫殿于1486-96年，由布商行会委托来自科莫的建筑师乔瓦尼·皮奇尼尼建造。这座宫殿于1620年进行了翻新，增加了一个阳台和一个壁龛，内有由加布里埃·菲奥里尼雕刻的圣母像。此处的房产可能原属帕瓦内西家族，因支持佩波利家族的阴谋而流亡。
卡洛·切萨雷·马尔瓦西亚称加萨雷·纳迪是1496年的建筑师.